# Pycnogonum uedai
Pycnogonum uedai är en havsspindelart som beskrevs av Nakamura, K. och C.A. Child 1983. Pycnogonum uedai ingår i släktet Pycnogonum och familjen Pycnogonidae. Inga underarter finns listade i Catalogue of Life.